# 조도빈
조도빈(趙道彬, 1665년 ~ 1729년)은 조선의 문신이다. 자는 낙보(樂甫), 호는 수와(睡窩)·휴와(休窩), 본관은 양주이다. 우의정을 지냈다. 당적은 노론으로 좌의정 조태채, 소론이던 영의정 조태구, 좌의정 조태억과도 인척이었다. 장렬왕후 조씨와도 인척 관계에 있다.

## 생애
1691년(숙종 17) 진사시에 합격하고, 1702년 알성문과에 을과로 급제했다. 지평, 정언, 부수찬, 수찬, 부교리로 옥당의 일원이 되고 교리, 부교리, 헌납, 수찬, 이조정랑, 겸사서 등을 거쳐 수찬, 헌납, 교리, 부교리, 겸사서, 이조정랑을 지내고 수찬, 겸사서, 헌납, 부응교를 거쳐 사간, 응교, 겸보덕, 부응교 등을 지내고 겸필선, 응교, 사간, 부교리, 집의 등을 지낸 뒤 이후 당상관이 되어 우부승지가 되고 충청도관찰사가 되면서 민정을 다스리고 이후 승지, 대사간, 대사성, 이조참의 등을 거쳐 연이어 이조참의, 대사간, 대사성, 도승지를 지내고 대사헌, 예조참판, 도승지, 대사성을 거쳐 대사헌, 병조판서를 하다가 동지정사로 중국에 다녀오고 다시 병조판서, 한성부판윤을 거쳐 대사헌, 형조판서, 우참찬을 거쳐 평안도관찰사로 외직에 나갔다가 경종 때 형조판서로 복귀했다. 이후 평안도관찰사를 지내지만, 신임사화로 파직되지만 이후 영조 때 재등용되어서 공조판서가 되고 좌참찬, 병조판서를 거쳐 우의정이 되고 판중추부사를 지낸 뒤 영중추부사에 이르렀다. 이후 영돈녕부사에 이르렀다. 시호는 정희(靖僖)이다.